# Une maison en enfer
Une maison en enfer est un roman noir de Jean-Pierre Bastid et Michel Martens publié en 1981 dans la collection Engrenage chez Fleuve noir.

## Résumé
L'histoire se passe à Saint-Paul-de-Mayet, c'est là que Canut fait la une des médias. Que veut-il ? Presque rien, si ce n'est s'entretenir avec Khomeyni, Brejnev et le pape !

## Édition
En 1981, chez Fleuve noir dans la collection Engrenage no 37  (ISBN 9782265018686).